# Orbing
Orben is de magische vorm van teleportatie, die wordt gebruikt door de whitelighter en de Elders in de tv-reeks Charmed.
Een Orb in Charmed is een bal van blauw licht, die de whitelighter vergezelt. De Orbs van een Darklighter zijn zwart van kleur. 

## Teleportatie Orben
Wanneer iemand Orbt, veranderen ze in blauw licht en verliezen ze hun lichamelijke vorm, ze kunnen van plaats naar plaats gaan in een seconde.
Zelfs iemand met half-whitelighter genen is in staat om te orben; zoals getoond door Paige Matthews Chris Halliwell Wyatt Halliwell
Sommige Whitelighters transporteren door als een sillouette te worden opgebouwd uit orbs, die verdwijnen naar boven of naar beneden afhanklijk naar waar men wil, zoals  Leo Wyatt (Chris Halliwell).
Anderen veranderen in sprankelende orbs voor ze verdwijnen, zoals Sam Wilder(Paige Matthews). Sommige Whitelighters vertonen de beide versies zoals elder Gideon en Wyatt Halliwell.

## Telekinetisch Orben of Calling
- een hybride versie van twee gecombineerde krachten telekinese en orbing.

het gebruik van de kracht telekinese (de mogelijkheid om voorwerpen te bewegen met je geest en concentratie) en de whithelighter kracht van teleportatie 'orbing' 
- afhankelijk van het object dat men wil verplaatsen,moet men een vocaal commando geven om het object van de ene plaats naar de anderen te orben.
- niet iedereen heeft zijn stem nodig om de kracht te starten, zij die meer ervaring hebben, hebben geen vocale impuls nodig
- niet iedereen kan deze kracht ontwikkelen men moet een whitelighter ouder hebben en een heks ouder met de kracht van telekinese in familie en stamboom.

### Remote Orbing
Is de versterkte orbingkracht van een whitelighter nadat hij een elder geworden is.

## Meditatie
- Wanneer whitelighters mediteren zijn ze bedekt in orbs. Deze kracht is gedemonstreerd door de Elder Ramus, Leo als een whitelighter, en Paige als een hybride.
- Wanneer whitelighter zweven vertonen ze geen orbs